# Międzynarodowe Stowarzyszenie Turystyczne Gejów i Lesbijek

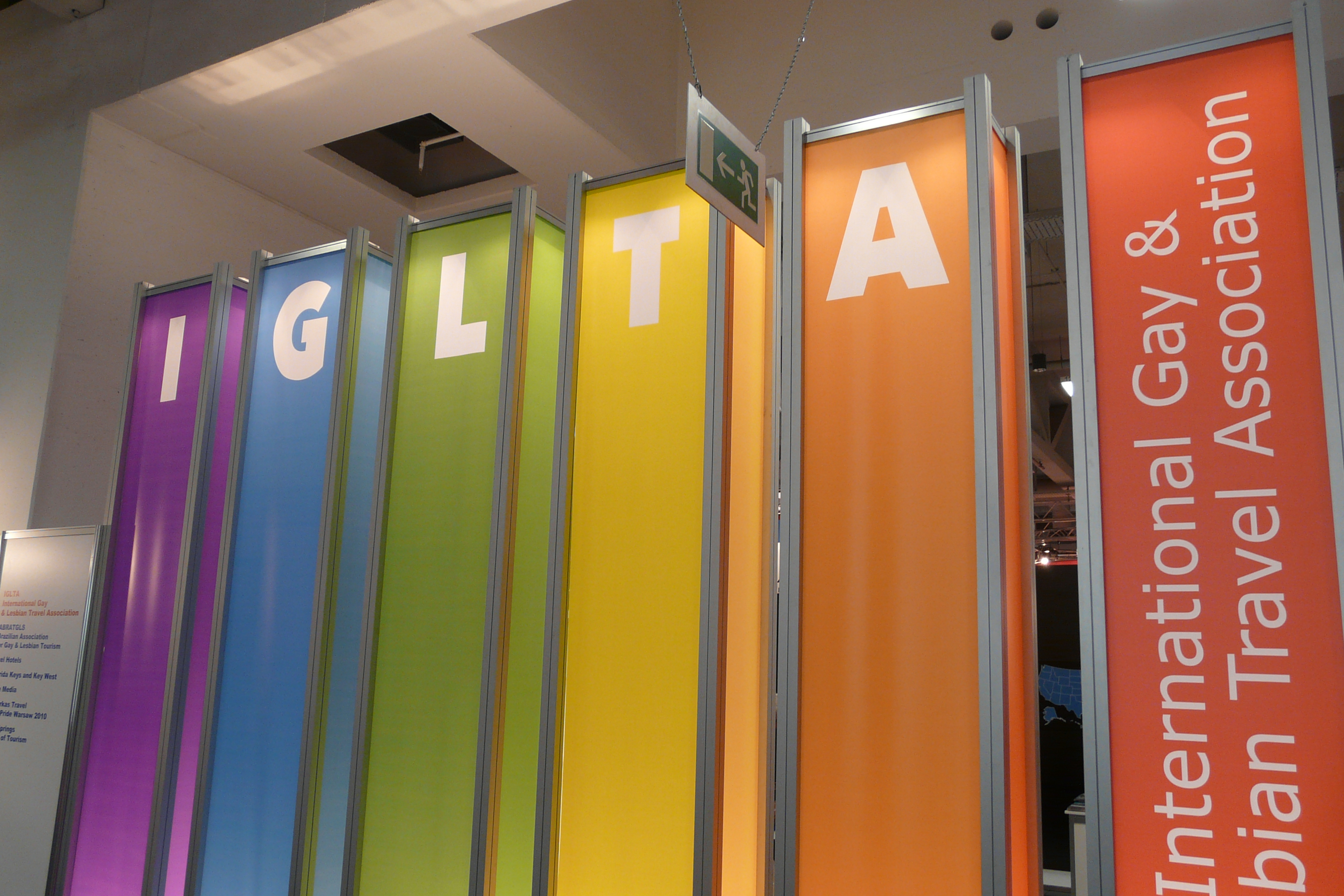
IGLTA

Międzynarodowe Stowarzyszenie Turystyczne Gejów i Lesbijek (z ang. International Gay & Lesbian Travel Association, IGLTA) – największa na świecie organizacja wspierająca i rozwijająca turystykę osób LGBT poprzez edukację, promocję i wspólne działania.
Organizacja została założona w 1983 roku przez 25 członków. Główna siedziba IGLTA znajduje się w Fort Lauderdale na Florydzie. IGLTA jest aktualnie tworzone przez ponad 1500 firm z branży turystycznej w 55 krajach na całym świecie (między innymi Bhutan, Bułgaria, Chiny, Kuba, Cypr, Egipt, Estonia, Ghana, Izrael, Jordania, Kazachstan, Łotwa, Liban, Litwa, Nepal czy Nigeria). Do organizacji należą:
- kwaterodawcy (hotele, B&B, ośrodki, pensjonaty, itp.),
- linie lotnicze,
- gestorzy atrakcji turystycznych,
- firmy wynajmujące samochody,
- linie żeglugowe,
- firmy marketingowe,
- mass media, dziennikarze, wydawcy,
- biura podróży, biura promocji i informacji turystycznej,
- agencje turystyczne, touroperatorzy,
- inne przedsiębiorstwa związane z turystyką.

Z IGLTA stowarzyszone są ponadto organizacje non-profit oraz pozabranżowe: bary i kluby nocne, kawiarnie, muzea, organizatorzy pride'ów, restauracje, sklepy, ośrodki spa, teatry oraz inne podmioty oraz usługodawcy ukierunkowani na potrzeby społeczności LGBT. IGLTA jest afiliowana przy World Tourism Organization w ONZ
Ze względu na dynamiczny rozwój turystyki gejowskiej w Europie International Gay & Lesbian Travel Assosiation (IGLTA) powołało w styczniu 2008 roku swojego pierwszego polskiego Ambasadora, którym został Piotr Wójcik.